# Voez
Voez (stylisé VOEZ) est un jeu vidéo de rythme développé et édité par Rayark Games, sorti en 2016 sur iOS et Android, puis en 2017 sur Nintendo Switch.

## Accueil
- Canard PC : 9/10[1]
- Gamekult : 7/10[2]
- Metacritic : 81 % (presse) - 7,8/10 (utilisateurs)[3]